# Saint-Basile (Ardèche)
Saint-Basile ist eine französische Gemeinde im Département Ardèche in der Region Auvergne-Rhône-Alpes. Sie gehört zum Kanton Haut-Vivarais im Arrondissement Tournon-sur-Rhône. Sie befindet sich in den östlichen Ausläufern des Zentralmassivs und grenzt im Nordwesten an Désaignes, im Nordosten an Lamastre, im Südosten an Vernoux-en-Vivarais, im Süden an Saint-Apollinaire-de-Rias, im Südwesten an Belsentes mit Saint-Julien-Labrousse und im Westen an Saint-Prix. Die Bewohner nennen sich Basiliens oder Basiliens.

## Bevölkerungsentwicklung
| Jahr                       | 1962 | 1968 | 1975 | 1982 | 1990 | 1999 | 2008 | 2014 |
| -------------------------- | ---- | ---- | ---- | ---- | ---- | ---- | ---- | ---- |
| Einwohner                  | 450  | 416  | 367  | 314  | 273  | 279  | 324  | 322  |
| Quellen: Cassini und INSEE |      |      |      |      |      |      |      |      |

## Sehenswürdigkeiten
- Schloss Maisonseule aus dem 13. Jahrhundert, seit 1983 Monument historique

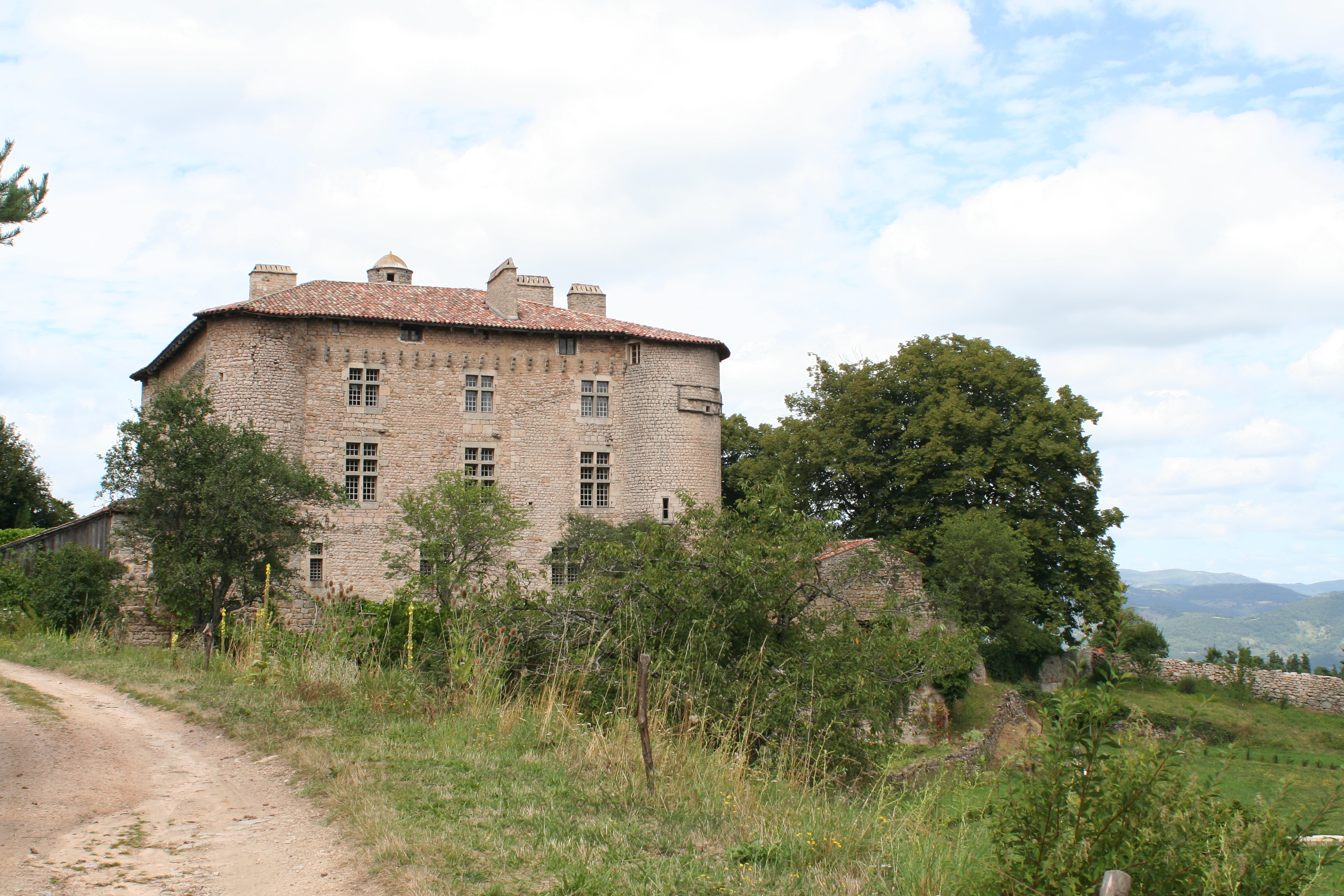
Schloss Maisonseule